# Ессінгеледен
59°20′42″ пн. ш. 18°00′40″ сх. д. / 59.345° пн. ш. 18.01111111° сх. д.
Ессінгеледен (швед. Essingeleden) — автомагістраль, завдовжки приблизно 8 км, що прокладена від Сульни до Стокгольма, Швеція, перетинає найзахіднішу частину центру Стокгольма, прямує через Кунгсгольмен, Лілла-Ессінген і Стора-Ессінген. 
Ессінгеледен найменовано в 1961 році на честь двох островів: Стора- і Лілла-Ессінген. 
Ессінгеледен має три мости – Фредгелльсбрун (270 м), Ессінгебрун (470 м) і Грендальсбрун (460 м) – і один тунель Фредгелльстуннельн (210 м), який є одним із найзавантаженіших тунелів у Європі. 
Дорога є частиною європейських маршрутів Е4 та Е20, і є найзавантаженішою дорогою в Швеції
, 
нею курсує близько 150 000 транспортних засобів на день. 
У серпні 2007 року кількість автомобілів зросла до 170 000 автомобілів на день, тому що Ессінгеледен тоді був єдиною дорогою через центр Стокгольма, звільненою від сплати податку на затори в Стокгольмі, а також через ремонт головної дороги через центральну частину міста. 
Це спричинило великі затори на Ессінгеледені та Седра-ленкен. 
З 1 січня 2016 року Ессінгеледен оподатковується податком на затори.

## Історія
Дорога була відкрита 21 серпня 1966 року з двома тимчасовими смугами в кожному напрямку на західній половині дороги, оскільки Швеція збиралася перейти на правосторонній рух у наступному році. 
Дорогу повністю відкрли у вересні 1967 року після того, як Швеція перейшла на правосторонній рух, а Ессінгеледен став першою шестисмуговою автомагістраллю у Швеції.
В 1990-х рр дорогу було перефарбовано з шести смуг на вісім для збільшення пропускної здатності.

## Плани
Ессінгеледен кілька разів був включений у плани створення кільцевої дороги навколо Стокгольма.. 
В 1966–2000 роках будівництво було майже припинено, але потім були побудовані Седра-ленкен (відкрито в 2004 році) і Норра-ленкен (відкрите в 2015 році).
Далі на захід будується нова паралельна автомагістраль «Förbifart Stockholm», що матиме кілька тунелів та кошторисною вартістю 25 мільярдів шведських крон. 
Будівництво розпочалося в 2014 році після кількох років обговорень та планування.